# B Puppis
b Puppis (nota anche come HD 64503) è una stella bianco-azzurra nella sequenza principale di magnitudine 4,48 situata nella costellazione della Poppa. Dista 641 anni luce dal sistema solare, si trova in cielo vicina all'ammasso aperto NGC 2477, anche se la vicinanza è solo apparente, visto che l'ammasso si trova in realtà quasi 6 volte più distante.

## Osservazione
Si tratta di una stella situata nell'emisfero celeste australe. La sua posizione moderatamente australe fa sì che questa stella sia osservabile specialmente dall'emisfero sud, in cui si mostra alta nel cielo nella fascia temperata; dall'emisfero boreale la sua osservazione risulta invece più penalizzata, specialmente al di fuori della sua fascia tropicale. La sua magnitudine pari a 4,5 fa sì che possa essere scorta solo con un cielo sufficientemente libero dagli effetti dell'inquinamento luminoso.
Il periodo migliore per la sua osservazione nel cielo serale ricade nei mesi compresi fra dicembre e maggio; nell'emisfero sud è visibile anche all'inizio dell'inverno, grazie alla declinazione australe della stella, mentre nell'emisfero nord può essere osservata limitatamente durante i mesi della tarda estate boreale.

## Caratteristiche fisiche
La stella è una bianco-azzurra nella sequenza principale, molto più calda e massiccia del Sole, la temperatura superficiale è oltre 18.000 K e la sua massa quasi 7 volte quella del Sole. La sua magnitudine assoluta è di -1,99 ed è classificata come variabile ellissoidale rotante, la sua magnitudine apparente varia da +4,47 a + 4,54. La sua velocità radiale negativa indica che la stella si sta avvicinando al sistema solare.